# Ploudiry
Ploudiry är en kommun i departementet Finistère i regionen Bretagne i västra Frankrike. Kommunen ligger i kantonen Ploudiry som tillhör arrondissementet Brest. År 2022 hade Ploudiry 879 invånare.

## Befolkningsutveckling
Antalet invånare i kommunen Ploudiry
Referens:INSEE